# PBZ Zagreb Indoors 2015
PBZ Zagreb Indoors 2015 byl tenisový turnaj pořádaný jako součást mužského okruhu ATP World Tour, který se hrál v areálu na krytých dvorcích s tvrdým povrchem. Konal se mezi 2. až 8. únorem 2015 v chorvatském hlavním městě Záhřebu jako 11. ročník turnaje.
Turnaj s rozpočtem 494 310 eur patřil do kategorie ATP World Tour 250. Nejvýše nasazeným hráčem ve dvouhře se stal dvacátý sedmý tenista klasifikace Ivo Karlović z Chorvatska, který vypadl ve druhém kole. Singlový titul vybojoval Španěl Guillermo García-López a deblovou trofej si odvezla dvojice Marin Draganja a Henri Kontinen.

## Rozdělení bodů a finančních odměn

### Rozdělení bodů
| Soutěž       | vítězové | finalisté | semifinalisté | čtvrtfinalisté | 16 v kole | 32 v kole | Q  | Q3 | Q2 | Q1 |
| ------------ | -------- | --------- | ------------- | -------------- | --------- | --------- | -- | -- | -- | -- |
| dvouhra mužů | 250      | 150       | 90            | 45             | 20        | 0         | 12 | 6  | 0  | 0  |
| čtyřhra mužů | 250      | 150       | 90            | 45             | 0         |           |    |    |    |    |

### Finanční odměny
| Soutěž                              | vítězové | finalisté | semifinalisté | čtvrtfinalisté | 16 v kole | 32 v kole | Q3   | Q2   | Q1 |
| ----------------------------------- | -------- | --------- | ------------- | -------------- | --------- | --------- | ---- | ---- | -- |
| dvouhra                             | €80 000  | €42 100   | €22 800       | €12 990        | €7 655    | €4 535    | €730 | €350 | —  |
| čtyřhra                             | €24 280  | €12 760   | €6 920        | €3 960         | €2 320    | —         | —    | —    | —  |
| částka ve čtyřhře je uvedena na pár |          |           |               |                |           |           |      |      |    |

## Mužská dvouhra

### Nasazení
| Stát                          | Hráč                   | ATP | Nasazení |
| ----------------------------- | ---------------------- | --- | -------- |
| Chorvatsko                    | Ivo Karlović           | 27. | 1.       |
| Francie                       | Adrian Mannarino       | 36. | 2.       |
| Španělsko                     | Guillermo García-López | 37. | 3.       |
| Lucembursko                   | Gilles Müller          | 42. | 4.       |
| Itálie                        | Andreas Seppi          | 46. | 5.       |
| Rusko                         | Michail Južnyj         | 49. | 6.       |
| Srbsko                        | Viktor Troicki         | 54. | 7.       |
| Španělsko                     | Marcel Granollers      | 58. | 8.       |
| Žebříček ATP k 19. lednu 2015 |                        |     |          |

### Jiné formy účasti
Následující hráči obdrželi divokou kartu do hlavní soutěže:
- Toni Androić
- Mate Delić
- Antonio Veić

Následující hráči postoupili z kvalifikace:
- Matthias Bachinger
- Michael Berrer
- Frank Dancevic
- Illja Marčenko

### Odhlášení
před zahájením turnaje
- Simone Bolelli → nahradil jej Damir Džumhur
- Marin Čilić → nahradil jej Jürgen Melzer
- Vasek Pospisil → nahradil jej Blaž Kavčič
- Jiří Veselý → nahradil jej James Ward
- Janko Tipsarević (poranění Achillovy šlachy)

## Mužská čtyřhra

### Nasazení
| Stát                                                                                    | Hráč             | Stát       | Hráč             | ATP  | Nasazení |
| --------------------------------------------------------------------------------------- | ---------------- | ---------- | ---------------- | ---- | -------- |
| Švédsko                                                                                 | Robert Lindstedt | Polsko     | Marcin Matkowski | 41.  | 1.       |
| Chorvatsko                                                                              | Marin Draganja   | Finsko     | Henri Kontinen   | 77.  | 2.       |
| Německo                                                                                 | Andre Begemann   | Nizozemsko | Robin Haase      | 86.  | 3.       |
| Bělorusko                                                                               | Sergej Betov     | Bělorusko  | Aleksandr Buryj  | 188. | 4.       |
| Žebříček ATP k 19. lednu 2015; číslo je součtem žebříčkového postavení obou členů páru. |                  |            |                  |      |          |

### Jiné formy účasti
Následující páry obdržely divokou kartu do hlavní soutěže:
- Mate Delić /  Nikola Mektić
- Dino Marcan /  Antonio Šančić

## Přehled finále

### Mužská dvouhra
- Guillermo García-López vs.  Andreas Seppi, 7–6(7–4), 6–3

### Mužská čtyřhra
- Marin Draganja /  Henri Kontinen vs.  Fabrice Martin /  Purav Raja, 6–4, 6–4